# Leones de Obras Públicas
Los Leones de Obras Públicas fue un equipo que participó en la Liga Mexicana de Béisbol con sede en la Ciudad de México, México.

## Historia
Los Leones participaron durante dos temporadas en la Liga Mexicana de Béisbol, debutaron para la campaña de 1930 donde consiguieron terminar en segundo lugar con marca de 13 ganados y 12 perdidos, a 6 juegos de diferencia del equipo campeón. El siguiente año el equipo logró terminar en primer lugar con marca de 16 ganados y 5 perdidos con un juego de ventaja sobre Comunicaciones de México, obteniendo de esta manera el único campeonato de su historia bajo el mando de Ernesto Carmona.